# Músculo serrato posterior superior
El serrato menor posterosuperior ([TA]: musculus serratus posterior superior) es un músculo situado en la parte superior del dorso. Se extiende desde la columna vertebral a las primeras costillas.

## Inserciones y trayectos
Nace en la parte inferior del ligamento cervical posterior, de las apófisis espinosas de la séptima vértebra cervical, de las tres primeras vértebras torácicas y de los ligamentos interespinosos. Se dirige hacia abajo y hacia afuera, y se divide en tres o cuatro digitaciones que se insertan en el borde externo de la 1.ª costilla y en la cara externa del borde superior de la 2.ª, 3.ª, y 4.ª y a veces también de la 5.ª costilla.

## Acción
Eleva las primeras costillas y es, por lo tanto, inspirador.
- Datos: Q1085940
- Multimedia: Serratus posterior superior muscles / Q1085940